# Incipit
Incipit (lat. [ovdje] počinje, od glagola incipere = počinjati) je početni dio teksta srednjovjekovnih rukopisa i inkunabula koji ima svrhu identifikacije teksta i ulogu naslova. Istu svrhu incipit ima i u glazbenom izdavaštvu, gdje se navodi nekoliko početnih riječi napjeva ili taktova skladbe. Popis incipita naziva se incipitarij. Pandan incipitu je explicit koji se nalazi na kraju teksta.

## Uporaba u tekstovima
Navođenje prvih nekoliko uvodnih riječi nekog teksta naziva se "incipit" i predstavlja pogodan i relativno pouzdan način nedvojbene identifikacije raznih djela, kao što su djela nepoznatih autora, djela koja imaju više naslova (često neautentičnih) ili uopće nemaju naslov (na primjer kratke pjesme). Takav incipit, koji se obično sastoji od dviju do dvanaest prvih riječi, omogućava brzu identifikaciju teksta i katalogizaciju u popisima.

## Uporaba u glazbi
Incipiti su naročito korisni kod glazbenih djela. Glazbeni incipiti, ovisno o vrsti glazbenog djela djela i vrsti izdanja, mogu biti tekstualni, notni ili kombinirani.
| Köchelov katalog ima dvije vrste incipita, kraći (desno) u tematskom popisu i prošireni (dolje, uvertira) u kronološkom popisu | \| 3. 50. Bastien et Bastienne. \|                                                                             |
| { #(set-global-staff-size 16) \new PianoStaff << \new Staff \relative c'' { \clef treble \time 3/4 \tempo "Intrade. Allegro." g2\p b4 g2 d4 g g8[ d d' d,] g2 r4 \hideNotes c8 \unHideNotes \bar "" } \new Staff \relative c' { \clef bass \time 3/4 <g[ b d>8 <g b d>8 <g b d>8<g b d>8<g b d>8<g b d>8] <g[ b d>8 <g b d>8 <g b d>8<g b d>8<g b d>8<g b d>8] <g[ b d>8 <g b d>8 <g b d>8<g b d>8<g b d>8<g b d>8] <g[ b d>8 <g b d>8 <g b d>8<g b d>8<g b d>8<g b d>8] \bar "\|." \hideNotes c8 ^"77 Tacte. Autogr. " \unHideNotes } >> } | |
| 3. 50. Bastien et Bastienne. | \relative c'' { #(set-global-staff-size 16) \key g \major \time 3/4 \tempo "Allegro." g2 b4 g2 d4 \bar "\|." } |

## Povijest
Praksa navođenja prvih nekoliko riječi potječe još od 3. st. pr. Kr. i bila je dosta raširena sve do sredine novog vijeka, odnosno do razvoja naslovnih strana i naslova, kad uporaba incipita jenjava, ali se zadržava, pa se incipiti i danas koriste. Nekoliko primjera:
- Sumerski arhivisti su od 3. st. pr. Kr. ovim načinom katalogizirali tablice na klinastom pismu.
- U Aleksandrijskoj školi korišten je incipit od oko 3. st. pr. Kr.

## Vanjske poveznice
|  | Zajednički poslužitelj ima još gradiva o temi incipit |